# Tatra 700

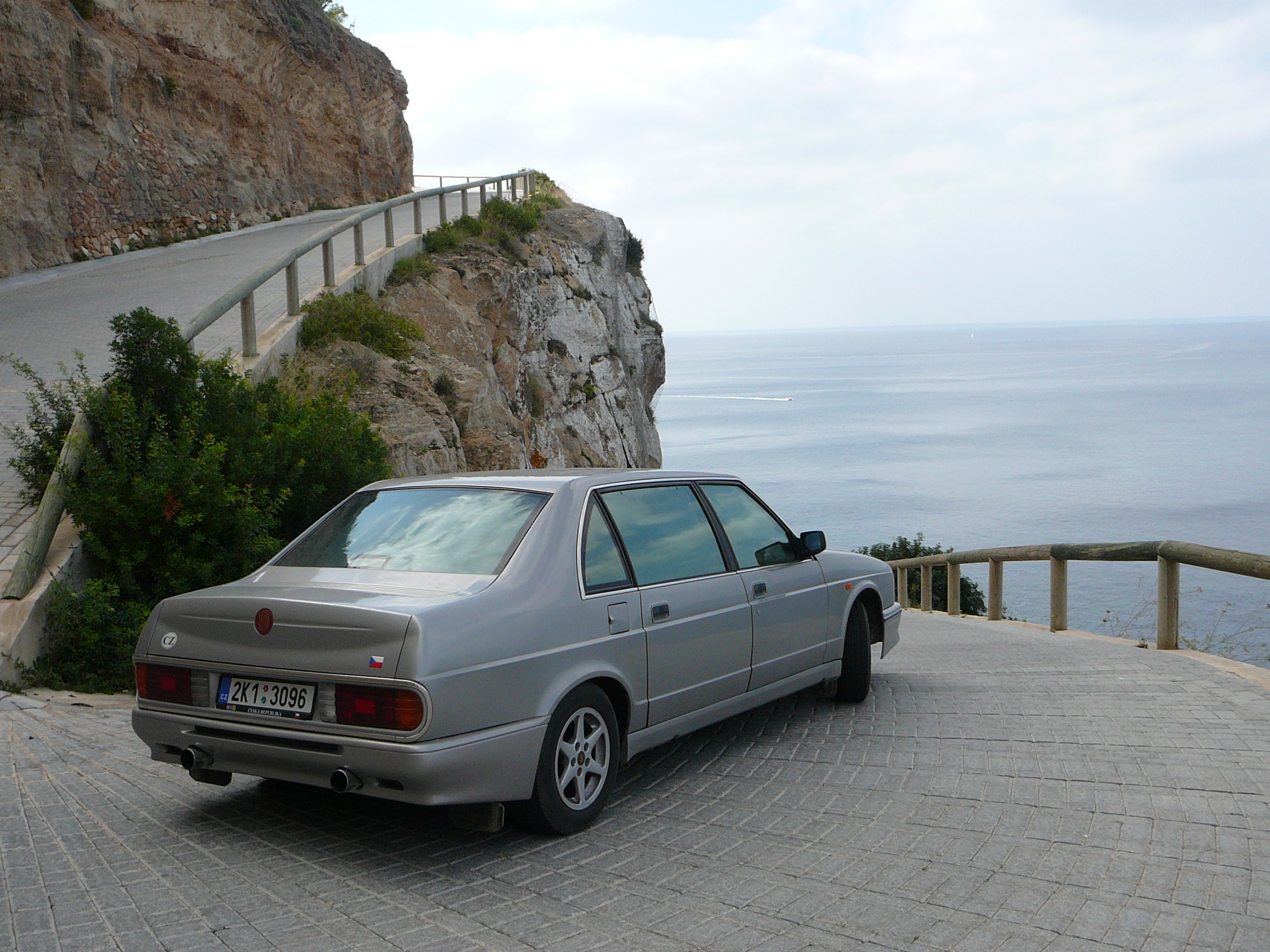
Traseira do Tatra 700

O Tatra 700 é um carro de luxo com motor traseiro lançado em 1996 pela montadora tcheca Tatra. Era essencialmente uma versão fortemente remodelada do modelo Tatra 613 que ele substituiu. É um dos últimos carros de produção com motor refrigerado a ar.
O T700 foi oferecido como um sedã de 4 portas com um motor a gasolina V8 de 3,5 litros e 90° refrigerado a ar. Uma versão posterior 700-2, consistindo dos últimos 14 carros produzidos, tinha um motor de 4,3 litros, atingindo 234 cv, com um peso bruto aumentado para 1.930 kg. Uma versão de 400 cv chamada T700 GT também foi listada, embora possa ter permanecido única. Este modelo também tinha um V8 de 4,4 litros, mas tem altura e comprimento menores e é 360 kg mais leve, com velocidade máxima de 316 km/h.
O modelo não foi bem-sucedido, nem produzido em grandes números, e a produção foi interrompida em julho de 1999. Apenas 75 desses carros foram produzidos. O Tatra 700 foi o último carro de passeio feito pela Tatra, depois do qual ela se concentrou em caminhões.

## Especificações
- Motor: Tatra 700, V8 refrigerado a ar
- Cilindrada: 3.495 cc (3.5 L), ou 4.360 cc (4.4 L)
- Potência máxima: 201 cv a 5.750 rpm, ou 234 cv
- Torque máximo: 300 N⋅m ou 380 N⋅m
- Velocidade máxima: 230 km/h ou 250 km/h
- 0–100 km/h: 10,8 s, ou menos de 5 s (T700 GT)